# Каба (1945)
«Каба» (Kaba, яп. 樺) — ескортний міноносець Імперського флоту Японії, який взяв участь у Другій світовій війні.

## Історія створення
Корабель, який став сімнадцятим серед завершених ескортних міноносців типу «Мацу», був закладений 5 жовтня 1944 року на верфі «Фуджінагата» в Осаці. Спущений на воду 27 лютого 1945, став до ладу 29 травня того ж року.

## Історія служби
«Каба», який завершили всього за два з половиною місяці до капітуляції Японії, не полишав вод Японського архіпелагу. При цьому 15 липня 1945-го він отримав екіпаж, який раніше ніс службу на однотипному «Ніре» (зазнав пошкоджень і вийшов з ладу), і був включений до 52-ї дивізії ескадрених міноносців.
24 липня та 11 серпня 1945-го «Каба» зазнав незначних пошкоджень під час авіанальотів на Куре, при цьому загинуло 16 та 19 членів екіпажу відповідно. У тому самому Куре «Каба» застав капітуляцію Японії.
У жовтні 1945-го «Каба» виключили зі списків ВМФ та призначили для участі в репатріації японців (по завершенні війни з окупованих територій на Японські острови вивезли кілька мільйонів військовослужбовців та цивільних осіб японської національності).
4 серпня 1947-го корабель передали США та надалі пустили на злам.